# Mixes (Kylie Minogue-album)
Mixes er et remixalbum af den australske sangerinde Kylie Minogue. Det blev udgivet af Deconstruction Records den 3. august 1998 i Storbritannien. Først udgivet som en vinylplade blev albummet senere udgivet som en dobbelt-CD på grund af den store efterspørgsel fra Minogues fans. Mixes nåede nummer 63 på UK Albums Chart og opholdt sig der for en uge.

## Sporliste
CD 1
1. "Too Far" (Brothers in Rhythm Mix) – 10:21
2. "Too Far" (Junior Vasquez Mix) – 11:44
3. "Some Kind of Bliss" (Quivver Mix) – 8:39
4. "Breathe" (Tee's Freeze Mix) – 6:59
5. "Breathe" (Sash! Club Mix) – 5:20

CD 2
1. "Breathe" (Nalin & Kane Remix) – 10:11
2. "Did It Again" (Trouser Enthusiasts' Goddess of Contortion Mix) – 10:22
3. "Did It Again" (Razor'n Go Mix) – 11:21
4. "Too Far" (Brothers in Rhythm Dub Mix) – 8:31